# Saba Qom FC
El Saba Qom Football Club (en persa باشگاه فوتبال صبای قم) és un club de futbol iranià de la ciutat de Qom.

## Enllaços externs

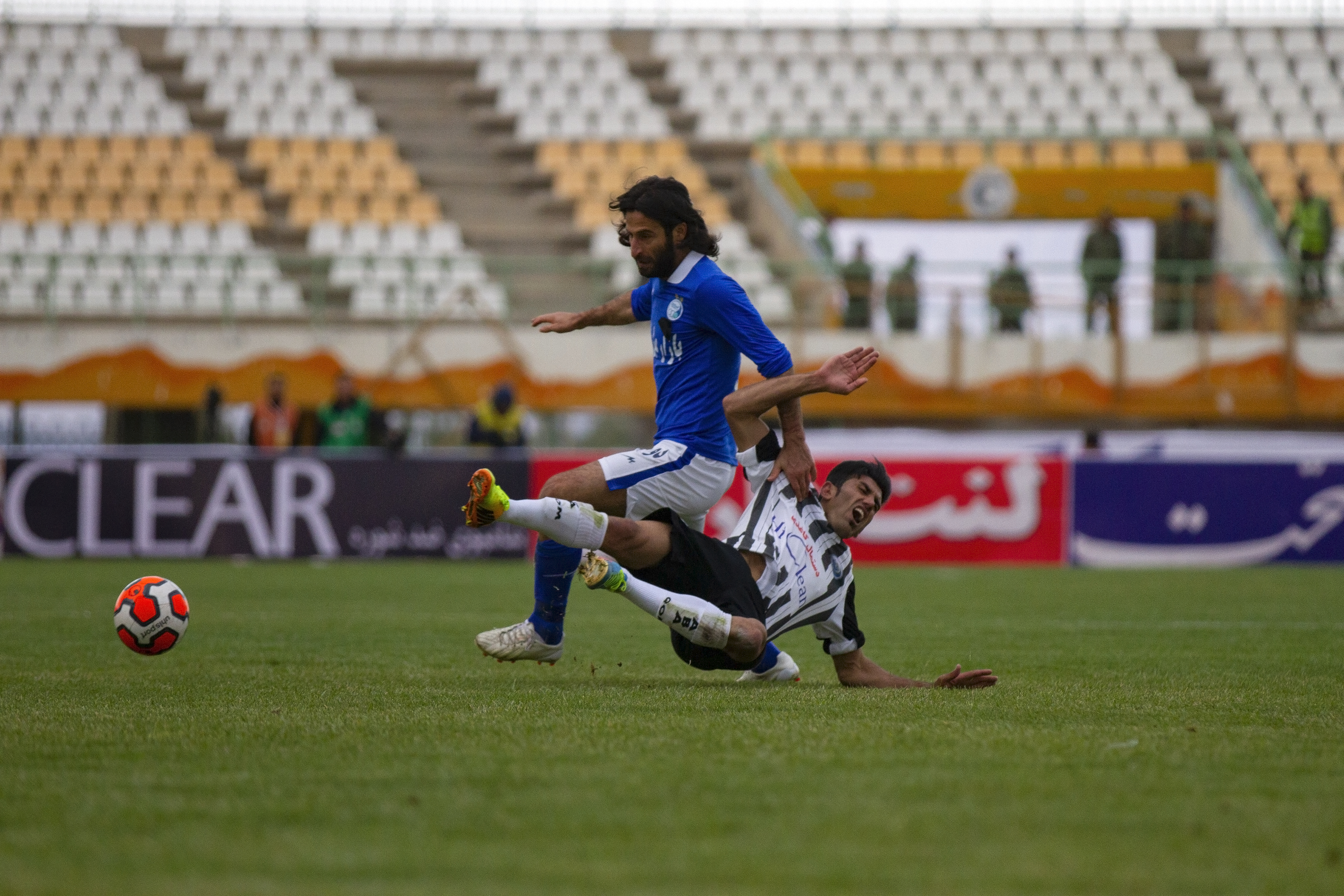
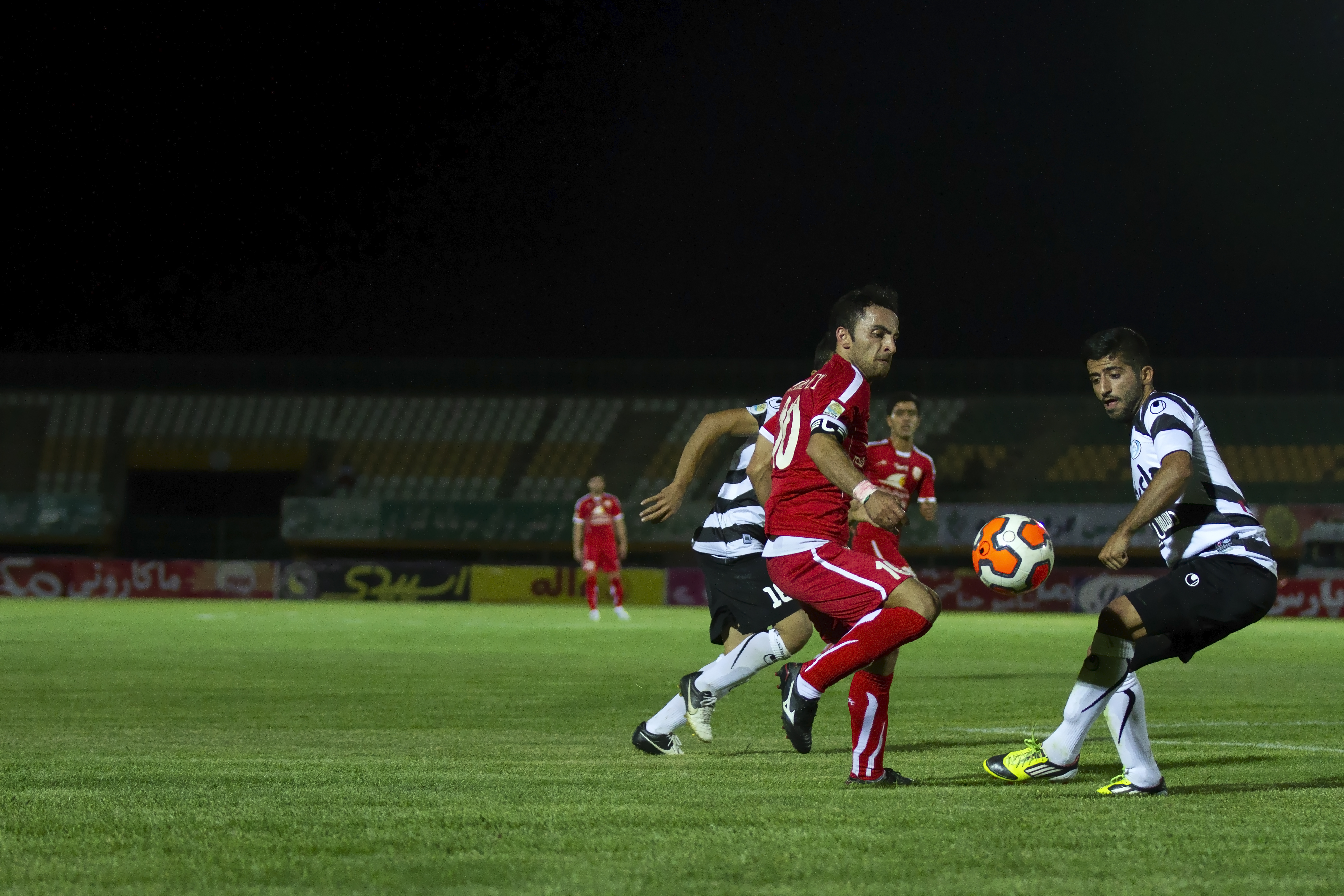
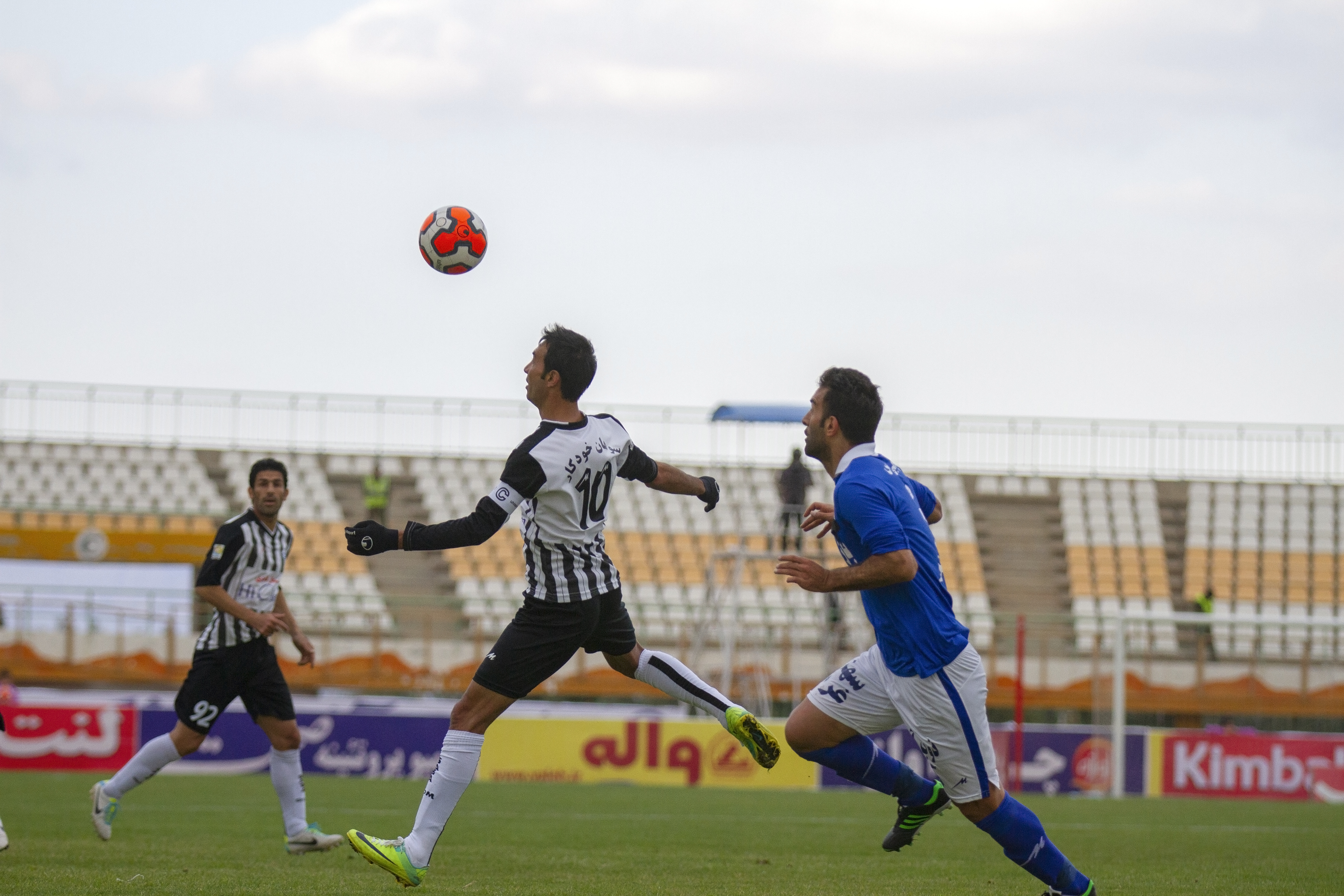
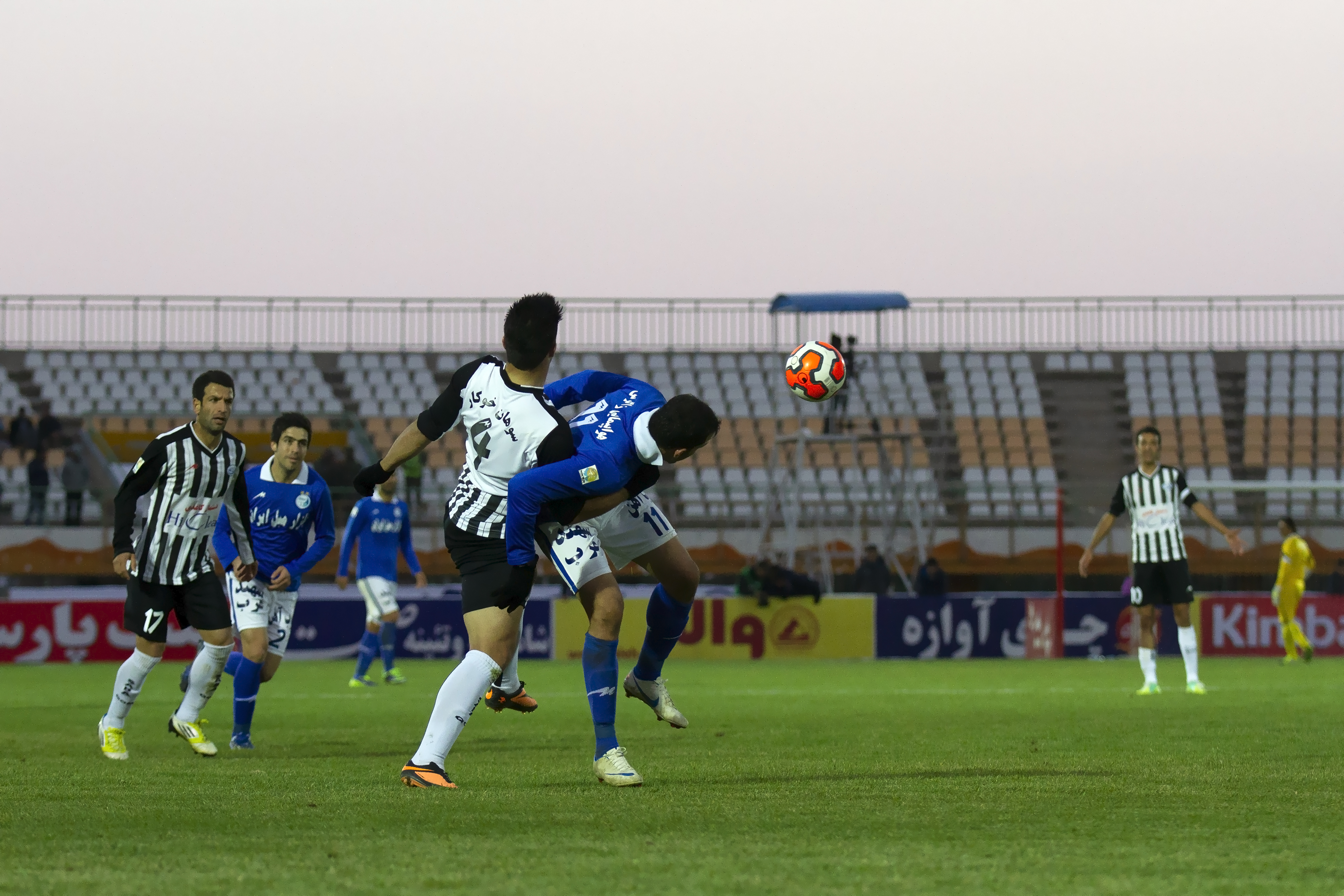
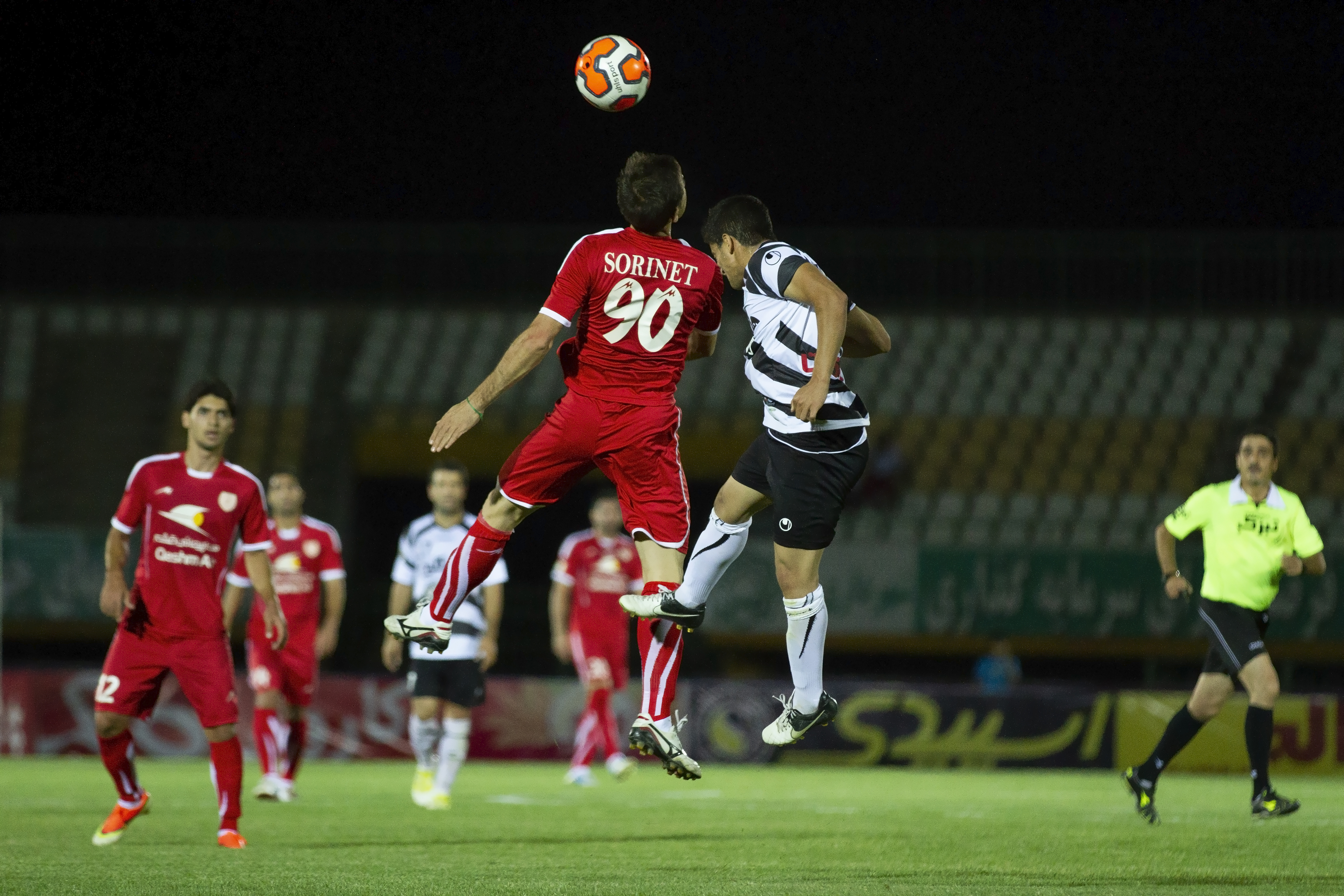
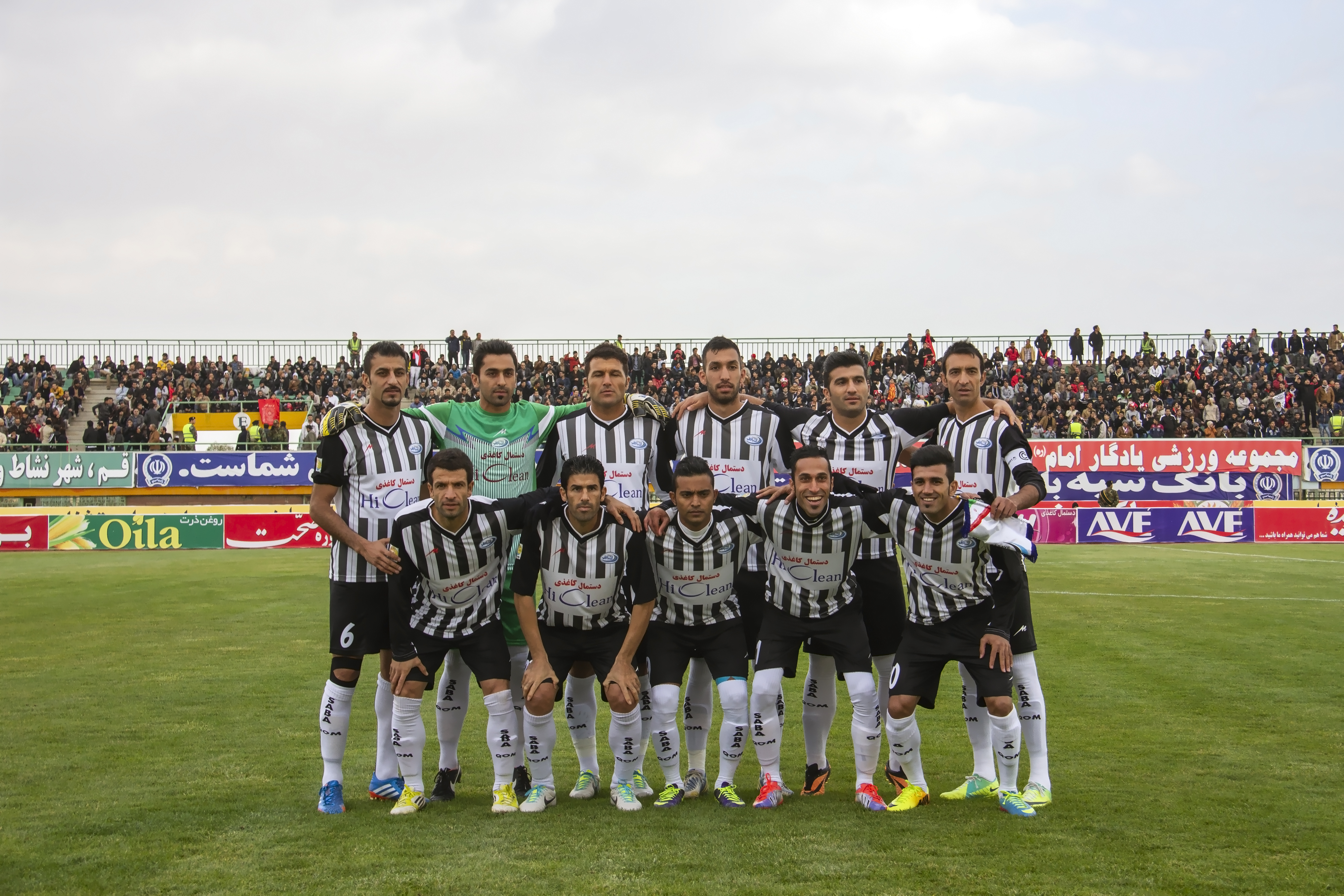

## Futbolistes destacats
- Almir Tolja
- Ali Daei